# Igor Zidić
Igor Zidić (Split, 10. veljače 1939.) je povjesničar hrvatske umjetnosti, likovni kritičar, pjesnik i esejist. Jedan od najistaknutijih autoriteta za likovnu umjetnost u Hrvatskoj te vrhunski poznavatelj hrvatske moderne umjetnosti. Bio je ravnatelj Moderne galerije u Zagrebu od 1989. do 2008. godine, i predsjednik Matice hrvatske od 2002. do 2014. Član je uprave Zaklade Adris od njenog osnivanja 2007.

## Životopis
Rođen je u Splitu, gdje je završio osnovnu školu i klasičnu gimnaziju (1957). Otac Antun Zidić je bio učenik Emanuela Vidovića. 
Upisuje Pravni fakultet u Zagrebu (1957./1958.), a iduće godine prelazi na studij književnosti i umjetnosti. Diplomirao je povijest umjetnosti i komparativnu književnost na Sveučilištu u Zagrebu 1964. Postao je urednik Hrvatskog tjednika 1971., ali gubi posao nakon što je časopis zatvoren u represiji koja je uslijedila nakon sloma pokreta Hrvatsko proljeće.
Pet pjesama Igora Zidića u ukrajinskom prijevodu slavnog ukrajinskog pjesnika Dmytra Pavlyčka tiskano je u maloj antologiji hrvatske poezije «Ideja svijeta» (K.: «Osnove», 2008.).
Autor je postava i kataloga izložbi hrvatskih likovnih klasika koje se rovinjskoj Galeriji Adris pripređuju od 2001.

## Djela

#### Kritičke knjige, monografije, studije
- Eseji (o modernim i suvremenim hrvatskim slikarima i kiparima), Zagreb, 1963.
- Tkalac na propuhu (Likovne kritike i zapisi 1962/1972), Zagreb, 1972.
- Miljenko Stančić, Zagreb, 1979.
- Matko Trebotić (na njemačkom jeziku), Schaan, 1981.
- Rudi Španzel, (koautor, s Lucom i Levom Menaše, na slovenskom jeziku), Ljubljana, 1983.
- Hrvoje Šercar, Zagreb, 1984.
- Rudi Španzel (koautor, s Lucom i Levom Menaše, na engleskom jeziku), London, 1987.
- Matko Trebotić (na hrvatskom jeziku), Ljubljana, 1988.
- Fra Blago Karačić, Široki Brijeg, 1993.
- Branko Suhy (na slovenskom jeziku), London – Ljubljana, 1994.
- Branko Suhy (na engleskom jeziku), London, 1994.
- Granica i obostrano. Studije i ogledi o hrvatskoj umjetnosti XX. stoljeća, Zagreb, 1996
- J. V. (Ogledi o Vaništi), Zagreb, 1998
- Moderna galerija. Povijest palače, ustanove, obnove (sa suradnicima), Zagreb, 2005.
- Hrvatsko moderno slikarstvo 1880–1945. u privatnim zbirkama, Zagreb, 2006.
- Bojan Šumonja, Pula, 2007.
- Drago Trumbetaš. Ciklus »Dragi Vincent«, Velika Gorica, 2009.
- Vlaho Bukovac, Zagreb, 2009.
- Josip Račić, Zagreb, 2009.
- Leo Junek, Zagreb, 2009.
- Marino Tartaglia, Zagreb, 2009.
- Miroslav Kraljević, Zagreb, 2010.
- Ignjat Job, Zagreb, 2010.
- Vjekoslav Parać, Zagreb, 2010.
- Vatroslav Kuliš i njegovo djelo: pismo, figure, motivi, jezik, Zagreb, 2010.
- Zoltan Novak, Zagreb, 2012.
- Slika i vrijeme. Matko Trebotić, Zagreb, 2012.
- Slika i vrijeme. Edo Murtić, Zagreb, 2013.
- Slika i vrijeme. Josip Vaništa, Zagreb, 2013.
- Slika i vrijeme. Vatroslav Kuliš, Zagreb, 2013.[4]

#### Pjesničke zbirke
- Uhodeći more, 1960.
- Kruh s grane, 1963.
- Blagdansko lice, 1969.
- Orfejski šaš, 1974.
- Rajski emigranti, 1977.
- Otok/Insel, 1977., 1978.
- Strijela od stakla, 1985.[6]

## Nagrade i priznanja
- 1964.: Nagrada Mladosti, za knjigu Eseji
- 1986.: Nagrada Tin Ujević Društva hrvatskih književnika[7]
- 1989.: Velika nagrada Zagrebačkog salona, za film o Emanuelu Vidoviću (s Bogdanom Žižićem i Goranom Trbuljakom)
- 2002.: Zlatna plaketa Mare nostrum croaticum, za čuvanje i razvijanje baštinskih vrijednosti
- 2005.: Plaketa Vladimir Nazor, za doprinos istraživanju Nazorova života i pjesništva[4]
- 2007.: Nagrada Grada Zagreba[8][9]
- 2012.: Plaketa "Dobrojutro, more", s pjesničkih susreta u Podstrani
- 2014.: Odličje Janko Drašković, dodijelilo Predsjedništvo Matice hrvatske

## Vanjske poveznice
Mrežna mjesta
- (hrv.) Igor Zidić: Otvaranje izložbe Ivana Meštrovića, 2002. (video)
- (hrv.) Igor Zidić - devetnaest opasnih godina karizmatičnog modernista, Nacional, 2008.
- (hrv.) Igor Zidić predsjednički kandidat desnice, Nacional, 2003.
- (hrv.) Igor Zidić novi predsjednik Matice hrvatske, Vijenac 218, 2002.  Arhivirana inačica izvorne stranice od 7. studenoga 2017. (Wayback Machine)